# 征途 (電影)
《征途》（英語：Double World）是2020年香港和中國大陸合拍的奇幻動作片，由陳德森執導，鄭保瑞監製，董瑋任動作指導，該片改編自巨人网络的同名電子遊戲。劉憲華、羅仲謙、蔣璐霞和何潤東主演。由於受新冠肺炎影響，電影放棄在戲院上映，中國大陸由視頻網站愛奇藝播放，Netflix負責全球發行。

## 故事簡介
故事講述在虛構的中原大陸，十國之中，南趙與北燕毗鄰而居，短暫和平共處後，新的戰爭一觸即發。為了防禦日益壯大的北燕，南趙的關太師建議舉辦競技大賽，選拔將才，勝出者可成為兵馬大元帥。限8大族每族派出3名勇士參賽。其中清源族，楚魂（何潤東飾）一直被村民稱為逃兵，劉憲華扮演的東一龍則被罵是野種，其實後者生母難產而亡，他從小被族長撫養長大，一直渴望知生父身分；至於楚魂本屬楚家軍，十多年前跟北燕對戰時，關太師拒增援兵，楚魂兄長楚城（鄭浩南飾）及其他同袍全戰死沙場，獨楚魂生還，所以他誓言要在參賽期間向關太師報血海深仇。途中楚魂與東一龍偶遇少女金剛小妹（林辰涵飾），三人結伴參賽。其間他們救了流落南趙的北燕奴隸碧奴（蔣璐霞飾），她的父親在兩國交戰時被楚城所殺，所以視楚魂為仇人，楚告訴她待他報仇之後才取其性命。

## 角色介紹
- 劉憲華飾 東一龍
- 何潤東飾 楚魂
- 林辰涵飾 金剛小妹
- 蔣璐霞飾 碧奴
- 羅仲謙飾 問天羽
- 王紫逸飾 鄔陽

## 製作
電影《征途》的創作理念和場景設計都源自巨人網絡的大型網絡遊戲「征途」。總投資近3億人民幣，耗時4年製作，全片特效鏡頭高達80%。負責該片後期特效製作的團隊，是打造了《流浪地球》的MORE VFX，歷時兩年完工。。

## 發行
《征途》曾經歷過兩次撤檔。該片最初定於2019年11月22日院線上映，而後宣佈推遲到2020年1月1日上映，至12月底再次宣佈撤檔。後受到疫情影響，再未發佈定檔消息。7月13日，《征途》放棄在戲院上映，中國大陸由視頻網站愛奇藝播放，Netflix負責全球發行。

## 外部連結
- 香港影庫上《征途》的資料（繁體中文）
- 豆瓣电影上《征途》的資料 （简体中文）
- 时光网上《征途》的資料（简体中文）
- 互联网电影数据库（IMDb）上《征途》的资料（英文）